# Daïra d'Ichmoul
La daïra d'Ichmoul  est une daïra d'Algérie située dans la wilaya de Batna et dont le chef-lieu est la ville éponyme d'Ichmoul.

## Localisation
La daïra est située à l'est de la wilaya de Batna.

## Communes
La daïra est composée de trois communes : Foum Toub, Ichmoul et Inoughissen.